# 船越栄一
船越 栄一（ふなこし えいいち、1914年7月4日 - 1982年7月19日）は、日本の法学者（商法）。西南学院大学学長。福岡県糟屋郡新宮町出身。

## 略歴
- 1931年福岡県中学修猷館[1]（4年修了）。
- 1934年旧制福岡高等学校文科丙類[2]を経て、1937年九州帝国大学法文学部法学科を卒業。同大学の助手となり、大澤章教授の指導のもと国際法の研究に従事する。
- 1945年6月福岡県商工経済会主事・審議室長に転じ、1946年9月九州経済調査協会調査部長となる。
- 1949年4月新設された西南学院大学の学芸学部講師となり、1950年4月西南学院大学短期大学部助教授を経て、1953年11月同教授に就任。
- 1955年4月西南学院大学商学部教授に就任、1962年1月商学部長も併任（1966年12月まで）。
- 1967年4月新設された法学部教授に就任、法学部長も併任（1968年4月まで）。
- 1969年5月学長に就任。
- 1969年6月学校法人西南学院理事に就任。
  - 西南学院大学の法学部の設置および大学院法学研究科の創設に、法学部長、学長として尽力し、現在の同大学法学部の礎を築いた。
- 1973年5月米国ベイラー大学より名誉法学博士号(LLD)を授与される。